# جبل حليت
جبل حليت (بكسر الحاء وتشديد اللام المكسورة) جبل يقع في محافظة الدوادمي بمنطقة الرياض بالمملكة العربية السعودية. يحوي الكثير من المعالم الطبيعية والتاريخية المشهورة في نجد، وبه آثار للتعدين قديما.

## ما ذكره المؤرخون والجغرافيون
قال الهجري
«ثم يلي سويقة جبل ذو قنان كثيرة، ليس بالحمى أكبر منه إلا أن يكون شعبي، وهو جبل أسود، في أرض الضباب، كثير المعادن من التبر، كان به معدن يقال له النجادي، كان لابن أبي بحّاد، لم يعلم في الأرض مثله؛ فعن شيخ من موالي خزاعة أنه خرج منه ما لم يسمع بمثله، ورخص الذهب بالعراق والحجاز لما أن كثر حتى قل نيله لغلبة الماء عليه وقر به قرية عظيمة، وكان له عامل مفرد يخرج من المدينة.»
ذكر في صحيح الأخبار 
"وأما حلّيت" فهو جبال سود تقع من نفى على مسافة يوم في جهته الغربية الجنوبية، وبه معدن في جبل أسود يقال له (الغرابي).. وحليت باقٍ بهذا الاسم إلى يومنا هذا"

## الاكتشافات الأثرية
أظهرت نتائج التنقيب عن أهمية الموقع بشكل واضح من خلال الكشف عن مجموعة من الظواهر العمرانية المتنوعة في الموقع

### موقع حليت الأثري
الموقع الذي يعد واحداً من أهم مستوطنات التعدين في الفترة الإسلامية المبكرة، أجريت أول الأعمال الأثرية فيه عام 1401هـ، تمّت ضمن أعمال مسح لمنطقة وسط المملكة، وسجل في الموقع عددٌ من آثار التعدين، حيث ينتشر على سطحه عددٌ غير قليل من كِسَر الأواني الفخارية والزجاجية، كما يمتاز الموقع بكثرة الرحى الحجرية المستخدمة في طحن المعادن، مع وجود عدداً من الدلائل التي تبيّن أهمية هذه المدينة ومكانتها الاقتصادية منذ وقت مبكر في التاريخ، ويظهر ذلك بالتخطيط العام والنسق المعماري المميز والمتمثل في المسجد الجامع والوحدات والدور السكنية المترابطة ومواقع صهر المعادن ومعالجتها.
كشفت  الحفريات عن مسجد جامع يتوسط المستوطنة على نمط المساجد المبكرة في العصر الإسلامي الاول، ونماذج لمساكن مكونة من أفنية وغرف للتخزين ومناطق عمل تحوي أفران لصهر المعدن ومعالجته، كما تم الكشف عن أفران متجاورة كانت تمثل نموذجاً لمراحل التعدين، وأيضاً معثورات فخارية وزجاجية وأخرى منفذة من الحجر الصابوني وأدوات دقيقة مثل الخرز والمكاييل الزجاجية التي تعطي انطباعاً مبدئياً على وجود حراك اقتصادي وتجاري في المستوطنة.  والفخار الذي تم اكتشافه بالموقع خضع للدراسة والتصنيف وظهر من النتائج المبدئية أنه يمكن تأريخه للعصر الإسلام المبكر الأموي وبداية العباسي. وسجل في الموقع عدد من آثار التعدين، حيث ينتشر على سطحه عدد غير قليل من كِسَر الأواني الفخارية والزجاجية، كما يمتاز الموقع بكثرة الرحي الحجرية المستخدمة في طحن المعادن.

### النقوش والكتابات
تمّ توثيق مجموعة من النقوش والكتابات الإسلامية حول الموقع، وتعطي هذه الكتابات بُعداً جديداً لتاريخ المنطقة وحضارتها خلال الفترة الإسلامية المبكرة.